# Religionskritik i antikken
I religionskritikken i antikken forekommer nogle af historiens ældste kendte eksempler på af afvisning af religiøse forestillinger som menneskeskabte illusioner. Men antikkens religionskritik indebar kun sjældent en total afvisning af religion, men kom snarere til udtryk gennem kritisk stillingtagen til de traditionelle mytologiske fortællinger om begivenheder i en fjern urtid. Dette betød dog ikke at ateisme og radikal afvisning af religion aldrig forekom.
Antikkens religionskritik er overleveret gennem afskrifter af antik litteratur, og de tekster, der har overlevet, afspejler i vid udstrækning kun standpunkter fra en diskussion i en lærd elite. Udbredelsen af de religionskritiske tanker blandt den almindelige befolkning er det derfor i dag meget vanskeligt at danne sig et sammenhængende billede af.

## Religionskritisk strømning
Lukian bidrager i sine satiriske dialoger til den tradition for mytefortolkning, der opstår i oldtidens Grækenland, hvor filosoffer allerede i 6. årh. f.v.t. begyndte at interessere sig for hvad myterne ”egentlig” handlede om. Altså at tolke billeder og symboler i de tilsyneladende fantastiske historier i de traditionelle myter. Men i Lukians tekster er det tydeligt, at han ikke selv har troet på eksistensen af de guder han skriver om.
Lukian beskriver på en meget menneskelig måde gudernes hverdag på Olympen, hvor helt igennem genkendelige dagligdags hændelser gerne udvikler sig til absurde situationer. Men Lukian hører til i den lette humoristiske ende af en religionsafvisende undersstrøm, der fandtes igennem hele den antikke periode ved siden af almindelige religiøsitet.
Andre kritikere var mere radikale, et eksempel stammer fra et fragment af et drama, som blev skrevet af Platons onkel, Kritias. Det fremgår ikke af den bevarede tekst om Kritias selv er enig i de synspunkter, der kommer til udtryk i stykket: At guderne og dyrkelsen af dem helt igennem er skabt af mennesker, og skabt for at give mening til de samfunds institutioner og love, der regulerer menneskelivet. Et synspunkt der kendes fra Xenofanes i 6. årh. f.v.t. og Prodikos et århundrede senere.
Kritias afviste måske ikke selv gudernes eksistens, og en så radikal afvisning var trods alt sjælden i antikken, men fragmentet viser at den forekom og var velkendt.

## Erkendelse og rationalisme
Den kritiske tilgang til religion var et naturligt element i udviklingen af en rationalistisk naturfilosofi, der søgte svaret på hvad sandheden om verdens indretning var. Alle emner også religiøse var i denne strømning til debat, men opfattelsen af religionen afhang i høj grad af opfattelsen af den menneskelige erkendelses natur.
Hvor Platon mente at erkendelse af verden og dens iboende fænomener skete gennem en subjektiv ”genærindring” af tidligere oplevelser, så mente Aristoteles at mennesket rent faktisk har mulighed for at tilegne sig objektiv indsigt i ”at” og ”hvorfor” en genstand besidder en observeret egenskab. Aristoteles mente derfor at mennesket var i stand til rationelt og logisk at få indsigt i sandheden om verden omkring sig. Denne indsigt fandt sted gennem en videnskabelig definition af det observerede på baggrund af almene og erkendelsesprincipper og logiske metoder, erkendelse er derfor systematisk og deduktiv indsamling af kendsgerninger og ikke længere tilfældige observationer. Det betyder at det guddommelige mistede sin betydning, i det åbenbaringer og overnaturlige hændelser ikke kan regnes som en ægte indsigt.
Aristoteles troede selv på det guddommelige, idet han forklarede verdens endelige årsag som en gud, der var den ubevægelige bevæger, der igangsatte naturens processer. Selvom rationalismen ikke betød at religionen helt blev afvist, så medførte den forandringer i periodens religiøse forestillinger. Den traditionelle religion blev til et primitivt modbillede på den rationelle filosofi, dette førte så i nogle tilfæde til en total afvisnig af religion, som hos fx Epikur og i Kritias drama.

## Religiøse forandringer
I perioden mellem 6. og 4. århundrede f.v.t. begyndte den traditionelle græske religion at miste sin betydning, det i myterne, som nu blev nedskrevet, fik faste former, fordi de ophørte med at være del af en levende og mundtlig tradition. I kunsten blev guderne menneskeliggjort, de blev ikke længere fremstillet som ophøjede og fjerne væsner, men i stedet som værende på lige fod med mennesket. Mange guddomme blev importeret udefra, en tendens, som blev yderligere forstærket i efterfølgende århundreder. De græske stater blev opslugt og indlemmet i det romerske imperium og den rationelle naturfilosofi vinder hurtigt indpas hos erobrerne og tendenserne med svækkelsen af den traditionelle religion til fordel for nye eller afvisningen af al religion gentager sig i Rom.
Samfundet i de græske bystater og Rom i tiden ligefør vor tidsregnings begyndelse var kendetegnet af pluralisme, internationalisme og urbanisering. Det betød at den gammelkendte verdensbillede ofte blev udfordret af fremmede udtryk og at tilknytningen til den traditionelle kultur blev svagere, da mange flyttede ind til byen. Den rationalistiske filosofi oplevede i Rom i det 1. årh. f.v.t. en opblomstring, men med kejserdømmets opståen da Augustus tager magten i Rom bliver de religionskritiske strømninger undertrykt, bl.a. gennem kontrol med religionsudøvelsen.
Den rationalistiske religionskritik oplevede et kort come back under den senhellenistiske kejser Julian, som uden held forsøgte at afskaffe den nye statsreligion, kristendommen. I hans øjne var denne religion ikke stort bedre end de øvrige traditionelle og irrationelle religioner de gamle filosoffer havde kritiseret.